# Rieupeyroux
 Rieupeyroux  (en occitano, Riupeirós) es una comuna francesa situada en el departamento de Aveyron, en la región de Occitania.

## Demografía
| 2401 | 2492 | 2524 | 2556 | 2348 | 2157 | 1949 |
| Para los censos de 1962 a 1999 la población legal corresponde a la población sin duplicidades (Fuente: INSEE [Consultar]) |      |      |      |      |      |      |